# 惠倫斯普林斯 (阿肯色州)
惠倫斯普林斯（英語：Whelen Springs）是一個位於美國阿肯色州克拉克縣的市鎮。

## 地理
惠倫斯普林斯的座標為33°49′54″N 93°07′33″W / 33.83167°N 93.12583°W，而該地的平均海拔高度為76米（即249英尺）。

## 人口
根據2020年美國人口普查的數據，惠倫斯普林斯的面積為0.61平方千米，當中陸地面積為0.61平方千米，而水域面積為0.00平方千米。當地共有人口47人，而人口密度為每平方千米77人。